# Club Sportivo Patria
Maillots
Dernière mise à jour : 4 février 2012.
Le Club Sportivo Patria est un club argentin de football basé à Formosa.